# اس‌اس اینویکتا (۱۹۳۹)
اس‌اس اینویکتا (۱۹۳۹) (به انگلیسی: SS Invicta (1939)) یک کشتی بود که طول آن ۳۳۶ فوت ۵ اینچ (۱۰۲٫۵۴ متر) بود. این کشتی در سال ۱۹۳۹ ساخته شد.